# Länsmansgården, Sunne kommun
Länsmansgården eller Ulfsby herrgård är ett herrgårdshotell i Sunne i Värmlands län. Herrgården är omnämnd i Selma Lagerlöfs Gösta Berlings saga som Länsmansgården, som därefter blivit det namn som används för herrgården. Sedan 1923 har där bedrivits hotellverksamhet.
Ulfsby finns omnämnt i skrift den 24/3 1460, då Nielss i Bro säljer halva Wlffsbynom i Swndz (Ulfsby) och hela gården Byn i Emterwiiks sokn till Olof Björnsson (Vinge), lagman i Värmland.